# Mohamedou Ould Slahi
Mohamedou Ould Slahi (em árabe: ﻣﺤﻤﺪﻭ ﻭﻟﺪ ﺍﻟﺼﻼﺣﻲ ) (nascido em 21 de dezembro de 1970), é um mauritano que foi detido no campo de detenção de Guantánamo Bay sem acusação de 2002 até sua libertação em 17 de outubro de 2016. Slahi escreveu um livro de memórias em 2005 enquanto estava preso, o qual o governo dos EUA desclassificou em 2012 com inúmeras redações. O livro de memórias foi publicado como Diário de Guantánamo em janeiro de 2015 e tornou-se um best-seller internacional. Slahi é o primeiro detento a publicar um livro de memórias, enquanto estava preso. Ele foi proibido de receber uma cópia de seu livro publicado.
Após os ataques de 11 de setembro, os EUA voltaram a se interessar por Slahi. Entregou-se às autoridades mauritanas para interrogar-se sobre a conspiração do milênio em 20 de novembro de 2001. Foi detido por sete dias e interrogado por oficiais mauritanos e por agentes do FBI (Federal Bureau of Investigation) dos EUA. Então a CIA (Central Intelligence Agency) o transportou para uma prisão jordaniana com seu programa de rendição extraordinária; ele foi mantido por oito meses. Slahi afirma que ele foi torturado pelos jordanianos. Depois de ser levado para o Afeganistão e detido por duas semanas, ele foi transferido para a custódia militar e para o campo de detenção de Guantánamo em Cuba em 4 de agosto de 2002. Slahi foi submetido a privação de sono, isolamento, temperaturas extremas, espancamentos e humilhação sexual em Guantánamo. Em um incidente documentado, ele foi vendado e levado para o mar em um barco para uma execução simulada.
Em 14 de julho de 2016, Slahi foi aprovado por uma Junta de Revisão Periódica para ser libertado da detenção. Slahi foi libertado e voltou para a Mauritânia em 17 de outubro de 2016; ele ficou preso em Guantánamo por mais de quatorze anos.

## 1988-1999
Slahi foi um aluno excepcional no ensino médio na Mauritânia. Em 1988, ele recebeu uma bolsa da Sociedade Carl Duisberg para estudar na Alemanha, onde se formou em engenharia elétrica pela Universidade de Duisburg. Em 1991, Slahi viajou para o Afeganistão para se juntar aos mujahidin lutando contra o governo central comunista. Os Estados Unidos haviam apoiado os mujaheddin contra a ocupação soviética a partir de 1979, e canalizaram bilhões de dólares de armas e ajuda para os "fiéis da liberdade". Após a retirada soviética em 1989, houve uma guerra civil entre o governo de Mohammad Najibullah e os mujaheddin. Slahi treinou por várias semanas no campo de treinamento Al Farouq, perto de Khost, que era dirigido pela Al Qaeda, um dos muitos grupos mujahedins da guerra civil. No final de seu treinamento em março de 1991, ele jurou bayat à Al Qaeda e recebeu o cúnia (nome de guerra) de "Abu Musab". No entanto, ele não participou na guerra civil, em vez disso, ele voltou para a Alemanha.
Em fevereiro de 1992, Slahi viajou novamente para o Afeganistão e foi designado para uma bateria de morteiros em Gardez. Seis semanas depois, o regime Najibullah caiu e ele retornou à Alemanha. Em audiências em Guantánamo, Slahi declarou que viajou duas vezes ao Afeganistão, participou do campo de treinamento Al Farouq e lutou contra o governo central afegão em 1992, mas que nunca foi um combatente inimigo contra os Estados Unidos. Na verdade, ele estava lutando do mesmo lado dos Estados Unidos, que em 1992 apoiaram a luta dos mujahidin contra o governo comunista no Afeganistão.
O Relatório da Comissão do 11 de setembro, baseado nos interrogatórios de Ramzi bin al-Shibh, afirmou que em 1999, Slahi aconselhou três membros da célula de Hamburgo a viajar ao Afeganistão para obter treinamento antes de travar a jihad na Chechênia. No entanto, o Tribunal Distrital federal de 2010 que revisou o caso de Slahi concluiu que Slahi "forneceu alojamento para três homens por uma noite em sua casa na Alemanha [em novembro de 1999], que um deles era Ramzi bin Al-Shibh, e que houve discussão da jihad e do Afeganistão".

## 1999-2002
Slahi mudou-se para Montreal, Quebec, Canadá, em novembro de 1999, porque as autoridades de imigração alemãs não estenderam seu visto de residência na Alemanha. Desde que ele era um hafiz, ele foi convidado pelo imã de uma grande mesquita para liderar orações do Ramadã. Ahmed Ressam, que foi pego com explosivos cruzando a fronteira entre o Canadá e os EUA em dezembro de 1999, como parte da conspiração do milênio de 2000, havia freqüentado a mesma mesquita. Como Slahi era conhecido pela inteligência dos EUA através do contato com seu primo Mahfouz Ould al-Walid, ele era suspeito por eles de ativar Ressam.
O Serviço Canadense de Inteligência de Segurança (CSIS) colocou Slahi sob vigilância por várias semanas, mas não encontrou nenhum motivo para prendê-lo. De acordo com um relatório secreto da inteligência alemã, "não há apenas nenhuma evidência de qualquer envolvimento de Ould Slahi no planejamento e preparação dos ataques, mas também nenhuma indicação de que Ressam e Ould Slahi se conheciam." Slahi deixou o Canadá em 21 de janeiro de 2000 para retornar à Mauritânia.
Durante sua viagem para casa, Slahi foi preso no Senegal a pedido das autoridades dos Estados Unidos e questionado sobre a conspiração do milênio. Ele foi transferido para a Mauritânia para ser interrogado por autoridades locais e agentes do FBI dos Estados Unidos. Depois de três semanas sob custódia, durante o qual Slahi foi acusado de envolvimento na conspiração do milênio, ele foi libertado.
Slahi trabalhou em várias empresas na Mauritânia como engenheiro elétrico a partir de maio de 2000. Após os ataques de 11 de setembro de 2001, os EUA renovaram o escrutínio de todos os suspeitos de ter laços com a Al Qaeda. Em 29 de setembro, ele foi novamente detido pelas autoridades mauritanas para interrogatório. Ele cooperou com as autoridades várias vezes mais e, em seguida, pela última vez a partir de 20 de novembro de 2001. Slahi foi interrogado por ambos os oficiais da Mauritânia e do FBI por sete dias.
Então a CIA o transportou para a Jordânia usando a entrega extraordinária. A CIA supervisionou seu interrogatório em uma prisão jordaniana por oito meses. Slahi afirma que ele foi atormentado e forçado a confessar envolvimento com a conspiração do milênio. Em 19 de julho de 2002, a CIA transportou Slahi para Bagram, no Afeganistão, onde foi transferido para a custódia militar e mantido no centro de detenção. Os militares dos EUA levaram Slahi para o campo de detenção da Baía de Guantánamo em 4 de agosto de 2002

## Detenção na Baía de Guantánamo
Slahi foi detido com o número ID 760 e foi inicialmente detido no Campo Delta. Funcionários pertencentes ao Serviço Canadense de Inteligência de Segurança entrevistaram Slahi em fevereiro de 2003.
Ele estava entre 14 homens classificados como detentos de alto valor, para quem o Secretário de Defesa autorizou o uso dos chamados métodos de interrogatório, que desde então foram classificados como tortura. Em janeiro de 2003, interrogadores militares dos EUA pressionaram para fazer de Slahi seu segundo "Projeto Especial", redigindo um plano de interrogatório como o usado contra Mohammed al-Qahtani. Documentos desclassificados mostram que Slahi foi transferido para uma cela de isolamento perto do final de maio e o interrogatório abusivo foi iniciado. Ele foi submetido a extremo frio e barulho, insônia prolongada, posição forçada ou outras posturas por longos períodos de tempo, ameaças contra sua família, humilhação sexual e outros abusos.
Em fevereiro de 2015, uma série no The Guardian informou que um de seus interrogadores era Richard Zuley, um detetive de homicídios de carreira do Departamento de Polícia de Chicago, que foi chamado em missão com a Reserva da Marinha dos EUA. Em Chicago, Zuley tem sido alvo de ações civis por presos que atribuem abusos semelhantes, incluindo algemas, ameaças e confissões forçadas.
Em setembro de 2003, Slahi foi transferido para Camp Echo. Os memorandos resumindo as reuniões realizadas em 9 de outubro de 2003 e 2 de fevereiro de 2004 entre o general Geoffrey Miller e Vincent Cassard do Comitê Internacional da Cruz Vermelha (CICV) reconheceram que as autoridades do campo não estavam permitindo que o CICV tivesse acesso a Slahi. devido a "necessidade militar". O tenente-coronel V. Stuart Couch, advogado do Corpo de Fuzileiros Navais, foi nomeado procurador de Slahi em Guantánamo. Ele se retirou do caso em maio de 2004 depois de analisá-lo em profundidade. Couch disse que acreditava que Slahi "tinha sangue em suas mãos", mas ele "não podia mais continuar o caso em boa consciência" por causa da suposta tortura, que manchava todas as confissões que Slahi tinha feito. Couch disse que "a evidência não é crível por causa dos métodos usados para obtê-la e o fato de que ela não foi independentemente confirmada".
O Wall Street Journal publicou uma carta que Slahi escreveu aos seus advogados em 9 de novembro de 2006. Na carta, Slahi afirma que todas as suas confissões de crimes foram resultado de tortura. Ele riu ao ser solicitado a contar "tudo" que havia dito durante os interrogatórios, brincando dizendo que era "como perguntar a Charlie Sheen quantas mulheres ele namorou".
De acordo com Peter Finn, do Washington Post, em 2010, Slahi, juntamente com "Tariq al-Sawah', foram "dois dos informantes mais significativos a serem mantidos em Guantánamo. Hoje, eles estão alojados em um pequeno complexo cercado. Na prisão militar, onde eles vivem uma vida de relativo privilégio - jardinagem, escrita e pintura - separados de outros detentos em um casulo projetado para recompensar e proteger ".
Slahi começou a escrever um livro de memórias de suas experiências em 2005, continuando no ano seguinte. O manuscrito de mais de 400 páginas foi desclassificado pelos censores do governo em 2012, após numerosas redações. Trechos foram publicados na revista Slate a partir de abril de 2013. Foi publicado como um livro, Diário de Guantánamo, em janeiro de 2015.

## Diário de Guantánamo
Em 2005, Slahi escreveu um livro de memórias enquanto estava detido. O manuscrito de 466 páginas estava em inglês, uma língua que Slahi aprendeu em Guantánamo. Após o litígio e a negociação, o governo dos EUA desclassificou o livro seis anos depois, fazendo numerosas revisões. Trechos foram publicados pela revista Slate como uma série de três partes começando 30 de abril de 2013. Em 01 de maio de 2013, Slate também publicou uma entrevista relacionada com o Coronel Morris Davis, procurador-chefe militar em Guantánamo de setembro de 2005 a outubro 2007.
O livro, Guantánamo Diary, foi publicado em janeiro de 2015. É o primeiro livro de um detento ainda preso em Guantánamo. Ele fornece detalhes sobre os duros interrogatórios e torturas de Slahi, incluindo ter "sido forçado a beber água salgada, ser molestado sexualmente, submetido a uma execução simulada e repetidamente espancado, chutado e socado no rosto, tudo sob ameaças de que sua mãe seria trazida para Guantánamo e estuprada por uma gangue." O livro tornou-se um best-seller internacional. Funcionários da prisão impediram que Slahi recebesse uma cópia de seu livro publicado. 

## Libertação da Baía Guantánamo
Slahi teve sua primeira audiência do Conselho de Revisão Periódica em 2 de junho de 2016. Um mês depois, o conselho recomendou que Slahi fosse libertado. Em 17 de outubro de 2016, Slahi foi libertado e voltou para a Mauritânia, após ser detido sem acusação por mais de 14 anos.

## Entrevista CBS
A jornalista da CBS News Holly Williams viajou para a Mauritânia para entrevistar Slahi. O principal programa de notícias da CBS News, 60 Minutes, transmitiu a história em 12 de março de 2017. A CBS News descreveu-a como a primeira entrevista televisiva de Slahi desde sua repatriação. Nesta entrevista, Mohamedou declara que "perdoa de todo o coração todos os que o ofenderam durante sua detenção".